# Żarnowiec (województwo pomorskie)
Żarnowiec (kaszb. Żarnówc lub też Żarnowc, niem. Zarnowitz) – wieś kaszubska w Polsce, w województwie pomorskim, w powiecie puckim, w gminie Krokowa, na Wysoczyźnie Żarnowieckiej, w pobliżu Jeziora Żarnowieckiego, w otulinie Nadmorskiego Parku Krajobrazowego i przy drodze wojewódzkiej nr 213. Wieś jest siedzibą sołectwa Żarnowiec, w którego skład wchodzi również miejscowość Porąb.
Wieś należała do klasztoru Cysterek w Żarnowcu w powiecie puckim województwa pomorskiego w II połowie XVI wieku. W latach 1975–1998 miejscowość należała administracyjnie do województwa gdańskiego.
W jej pobliżu znajduje się elektrownia szczytowo-pompowa. Na miejscu dawnej pobliskiej wsi Kartoszyno prowadzono do 1990 r. budowę pierwszej w Polsce elektrowni jądrowej.
Naprzeciwko kościoła (w kierunku południowym) znajduje się szkoła podstawowa, do której uczęszczają dzieci z Żarnowca, Porębu, Dębek, Lubkowa i Odargowa.

## Zabytki i inne atrakcje

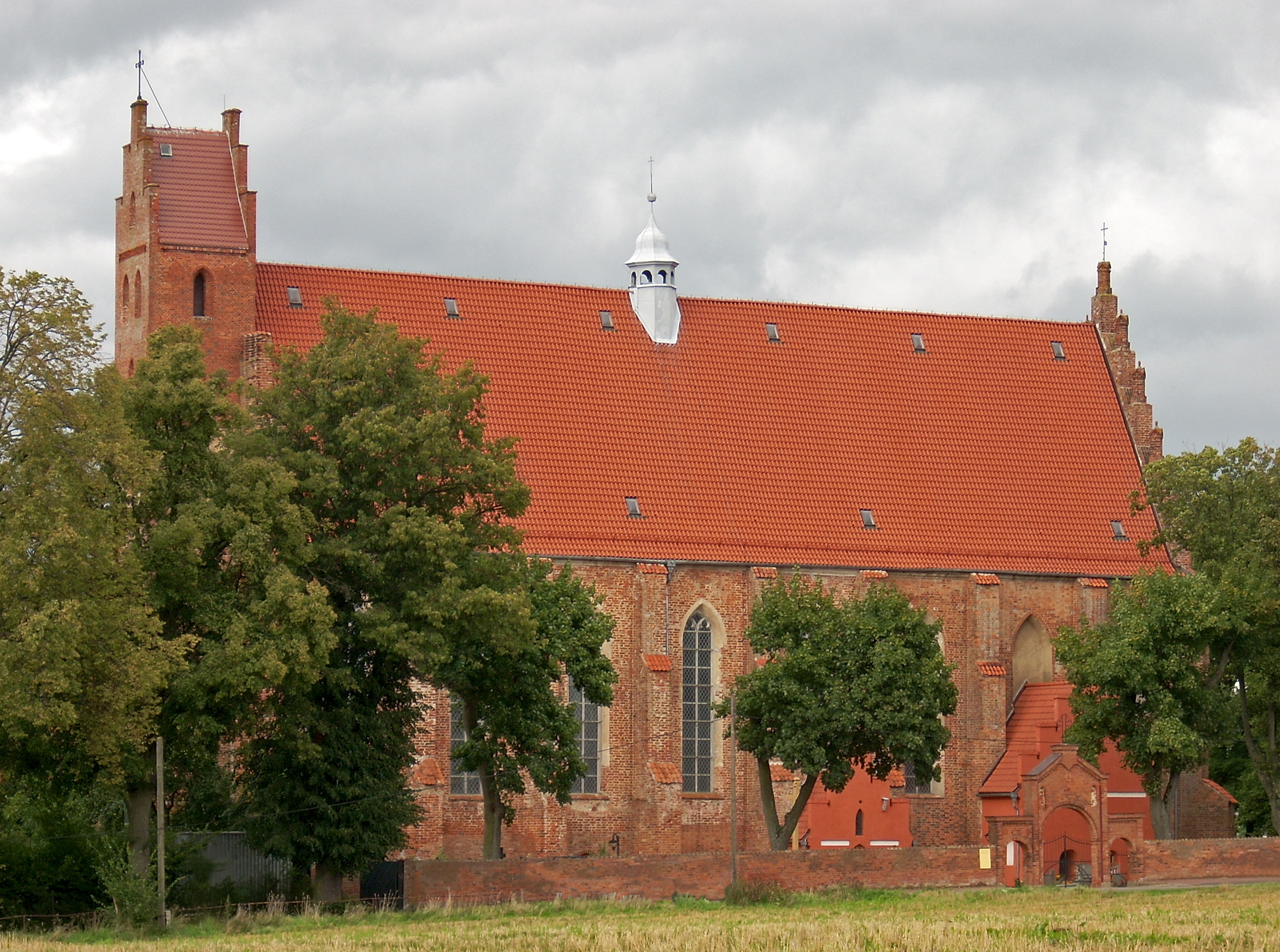
Kościół Zwiastowania Pana w Żarnowcu

- kościół Zwiastowania Pana z (XIV–XV w., XVII w., remontowany w XIX i XX w.) w przeważającej części w stylu późnogotyckim[8]. We wnętrzu m.in.:
  - ołtarz główny z obrazem Andrzeja Stecha z 1689 r.
  - chrzcielnica
  - Pietà z roku 1430 z lipowego drewna
  - ambona z XVIII wieku
  - chór z balustradą z XVII wieku
  - w skarbcu zespół haftów liturgicznych (XVII–XVIII w.), licznymi rzeźbami, przedmiotami liturgicznymi i rękopisami (XV w., XVII w., XVIII w.). Kościół otoczony jest jednym z najstarszych na Pomorzu czynnych do dziś cmentarzy, datowanym na XVII, a nawet XVI wiek.
- Klasztor Cysterek w Żarnowcu z XIV-XV w. W 1589 roku objęty przez benedyktynki. Klasztor został zamknięty przez władze pruskie podczas Zaborów w 1834 roku. W 1946 roku objęty przez benedyktynki z Wilna.
- Dom Kamienny (Dom Kapelana) z 1409 r.
- mur klasztorny z (XVI w.).
- dwór z XIX wieku
- budynek szkolny z 1909 r.

## Historia
Początki osadnictwa w rejonie Żarnowca sięgają ok. 700 lat p.n.e. i związane są z ludnością kultury łużyckiej oraz wschodniopomorskiej, o której świadczą znalezione tu groby skrzynkowe z urnami twarzowymi.
Około 3 km na południe od Żarnowca, w pobliżu Jeziora Żarnowieckiego, na szczycie Góry Zamkowej znajdują się umocnienia ziemne datowane na VII–X w. Przeprowadzone tam wykopaliska archeologiczne nie potwierdziły istnienia grodu. Odkryto tam pozostałości jednego tylko zabudowania (w centralnej części obwałowanego placu) oraz ślady rudy żelaza.
Na terenie obecnego Żarnowca już na początku XIII w. istniała osada kaszubska. Od ok. 1215 r. Żarnowiec należał do opactwa Cystersów w Oliwie, które założyło tu żeński klasztor cysterek. Nadanie zostało potwierdzone przez księcia pomorskiego Świętopełka II w 1220 r. Klasztor żarnowiecki wraz z należącymi do niego posiadłościami został oficjalnie zatwierdzony 1279 r. przez księcia pomorskiego Mściwoja II (Mestwina II), który nadał mu także specjalne przywileje sądownicze i ekonomiczne.
W XIV w., po zdobyciu Pomorza Gdańskiego przez Krzyżaków, Żarnowiec został włączony do komturstwa gdańskiego. W 1433 r. najechany został przez wojska husyckie. Podczas wojny trzynastoletniej 1454–1466 r. pod Świecinem (ok. 8 km od Żarnowca) wojska polskie dowodzone przez Piotra Dunina stoczyły w 1462 r. zwycięską bitwę z Krzyżakami, w której zginął ich dowódca – Fritz von Raveneck. Raveneck został pochowany przez siostry cysterki w krypcie żarnowieckiego klasztoru (poświęcona mu płyta znajduje się w posadzce kościelnej na wprost ołtarza). Po wojnie Żarnowiec na mocy II pokoju toruńskiego (1466 r.) wszedł w skład Prus Królewskich.
Po kasacie zgromadzenia cysterek w Żarnowcu, klasztor w 1590 r. został przejęty przez benedyktynki (z nadania biskupa kujawskiego Hieronima Rozdrażewskiego) z Chełmna. W 1617 r. powstało opactwo benedyktynek, które prowadziło ożywioną działalność gospodarczą, zajmowało się szkolnictwem, było prężnym ośrodkiem polskości. Klasztor w Żarnowcu był jednym z głównych ośrodków hafciarstwa kaszubskiego. Od 1772 r. Żarnowiec znajdował się w zaborze pruskim W 1834 r. nastąpiła kasacja opactwa. W latach 1919–1939 Żarnowiec był osadą przygraniczną, znajdującą się po stronie polskiej (granica pomiędzy państwem polskim a państwem niemieckim biegła ok. 200 m na zachód od obecnego koryta rzeki Piaśnicy). Po wojnie, w 1946 r. do klasztoru powróciły benedyktynki – repatriantki z Wilna.
W historycznych dokumentach Żarnowiec występuje jako Sarnkow, Sarnowitz, Sarnowicz lub Czarnowicz.

## Legenda o sarnie

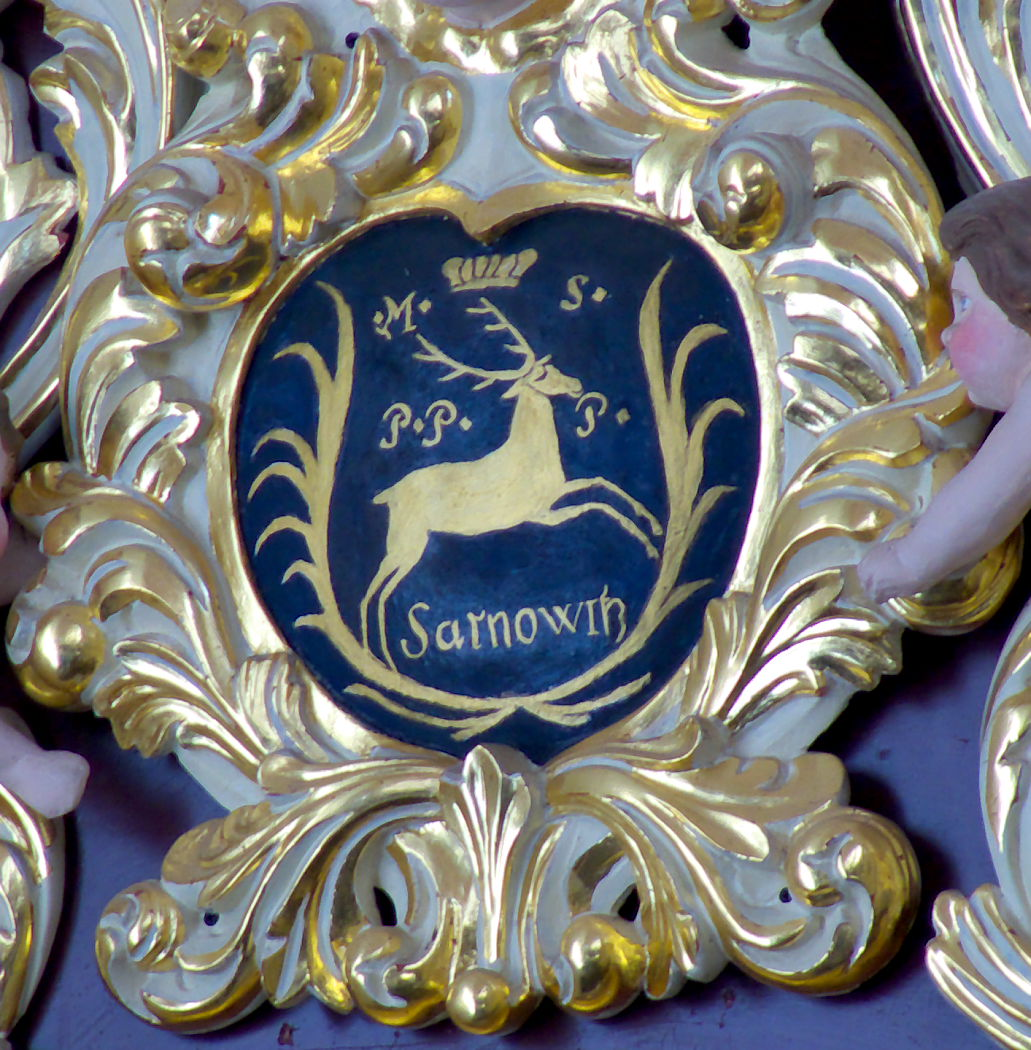
Herb w kościele klasztornym

Według miejscowej legendy, Żarnowiec nazwę swą wywodzi od sarny, która ocaliła księcia pomorskiego Sambora, zabłąkanego w czasie polowania w okolicznych lasach Puszczy Darżlubskiej. Historia ta mówi, że na drodze słaniającego się już ze zmęczenia księcia zjawiła się nagle piękna sarna, a książę idąc jej śladem, doszedł w końcu do osady położonej na skraju rozległych pól. Malowniczość miejsca i serdeczna gościnność tamtejszych wieśniaków tak urzekły władcę, że upamiętnił swoje ocalenie nadaniem osadzie, oprócz hojnych darów, także i nazwy przypominającej sarnę-wybawicielkę: „Sarnowiec”. Z biegiem czasu nazwę tę przemianowano na Żarnowiec. Pamiątką cudownego ocalenia księcia Sambora stał się herb Żarnowca, w którym znajduje się sarna z pękiem kluczy.